# Ariel Pérez Rodríguez
Pour les articles homonymes, voir Pérez et Rodríguez.
Ariel Pérez Rodríguez, né le 28 janvier 1976 à Santa Clara, est un vernien cubain, traducteur, essayiste et éditeur.
Il est président de la Sociedad Hispánica Jules Verne et administrateur du Centre international Jules-Verne d'Amiens.

## Biographie
Après des études d'Informatique à l'Universidad Central de Las Villas de Cuba, Ariel Pérez Rodríguez se fait connaître en 2001 en créant un site internet espagnol sur Jules Verne. En 2007, il fonde la revue Mundo Verne, qui est d'abord publiée en format numérique puis, à partir de 2012, est imprimée.
En 2009, il publie Viaje al centro del Verne desconocido, son premier livre sur Jules Verne, une biographie sur l'auteur des Voyages extraordinaires. L'année suivante, il quitte Cuba et s'installe à Montréal au Canada.
Il co-fonde en 2012 avec deux autres verniens, Christian Tello de la Cruz, et Nicolas Moragues, la Sociedad Hispánica Jules Verne dont il est élu président puis les éditions Paganel qui publient des études sur Verne par des spécialistes du monde entier et dans de nombreuses langues, tels qu'en Français, Jean-Michel Margot et Piero Gondolo della Riva ou encore le Dictionnaire des personnes citées par Jules Verne d'Alexandre Tarrieu,.
Il est membre de l'Association des traducteurs et traductrices littéraires du Canada et de l'Union des écrivaines et des écrivains québécois,.

## Œuvres
Outre de nombreux articles en français, en espagnol, en anglais, en italien, en allemand et en néerlandais dans de nombreuses revues, on lui doit comme auteur ou coordonnateur :
- Viaje al centro del Verne desconocido, Gente Nueva, Cuba, 2010
- Jules Verne: dos siglos después, Editorial Académica Española, Espagne, 2011
- Entrevistas con Jules Verne, Ediciones Paganel, Palma de Mallorca, Espagne, 2018
- Jules Verne dans le Figaro illustré, Ediciones Paganel, Palma de Mallorca, Espagne, 2020
- Ciencia y geografía en los Viajes extraordinarios (dir., avec Nicolas J. Moragues Gonzalez), Ediciones Paganel, 2021
- Jules Verne, un viaje extraordinario, Editorial Planeta, Barcelone, Espagne, 2024[11]
- Carnets de voyage de Jules Verne : Amérique, avec Philippe Scheinhardt, Ediciones Paganel, Palma de Mallorca, Espagne, 2025

ainsi que la traduction en espagnol de plusieurs textes inédits de Jules Verne :
- San Carlos y otros relatos, Erasmus Ediciones, Barcelone, Espagne, 2012
- El marqués de los Tilos y otros cuentos, Ediciones Capiro, Santa Clara, Cuba, 2017
- Relatos inéditos, Ediciones Paganel, Palma de Mallorca, Espagne, 2018
- Edgar Poe y sus obras, Archivos Vola, Madrid, Espagne, 2020
- Una fantasía del doctor Ox, Editorial Verbum, Madrid, Espagne, 2022
- Un cura en 1835, Editorial Planeta, Barcelone, Espagne, 2024